# Burg Friesenberg (Wynigen)
Die Burg Friesenberg ist die Ruine einer Höhenburg aus dem 13. Jahrhundert in der Gemeinde Wynigen im Kanton Bern.

## Lage und Beschreibung
Die Burgruine liegt auf einem langgezogenen Hügel, der umlaufend von einem Ringwall und Burggraben umgeben ist und zusätzlich von einer Vorburg geschützt wurde. 
Nicht ganz drei Kilometer weiter westlich steht die Ruine der Burg Grimmenstein.

## Geschichte
Die Burg war der Stammsitz der Fries, die im Dienste der Kyburger standen und das Burgrecht der Stadt Bern innehatten. Die Burg Friesenberg diente der Kontrolle und dem Schutz des Höhenweges zwischen Willisau und dem Emmental.
1344 war die Burg einer kyburgischen Ministeriale im Besitz der Familie von Mattstetten.
1383 wurde die Burg während des Burgdorferkriegs von den Bernern belagert und zerstört.